# Vomitorium
Vomitorium je obokan vhod, tako na ravni arene kot znotraj cavee, to je pod ali za vrsto sedežev v amfiteatru ali stadionu, skozi katerega lahko ob koncu predstave hitro izstopijo velike množice obiskovalcev. Lahko so tudi poti za vstop in odhod akterjev.
Latinska beseda vomitorium, množina vomitoria, izhaja iz glagola vomō, vomere, za 'bruhalnik'. V stari rimski arhitekturi so bili vomitoriji zasnovani tako, da so zagotavljali hitro izstopanje velikih množic na/v amfiteatre in stadione, kot v sodobnih športnih stadionih in velikih gledališčih.

## Napačna razlaga izraza
Obstaja pogosto napačno prepričanje, da so antični Rimljani določili prostore, imenovane vomitorij, za namen dejanskega bruhanja, kot del cikla popivanja in čiščenja. Po mnenju Cicerona se je Julij Cezar enkrat izognil atentatu, ker se je po večerji počutil slabo. Namesto da bi šel na latrino, kjer so ga čakali njegovi morilci, je odšel v svojo spalnico in se izognil atentatu. To je lahko izvor napačne razlage. Dejanski izraz vomitorium se ne pojavlja vse do 4. stoletja pr. n. št., približno 400 let po Cezarju in Ciceronu.